# Kvarteret Lejonet

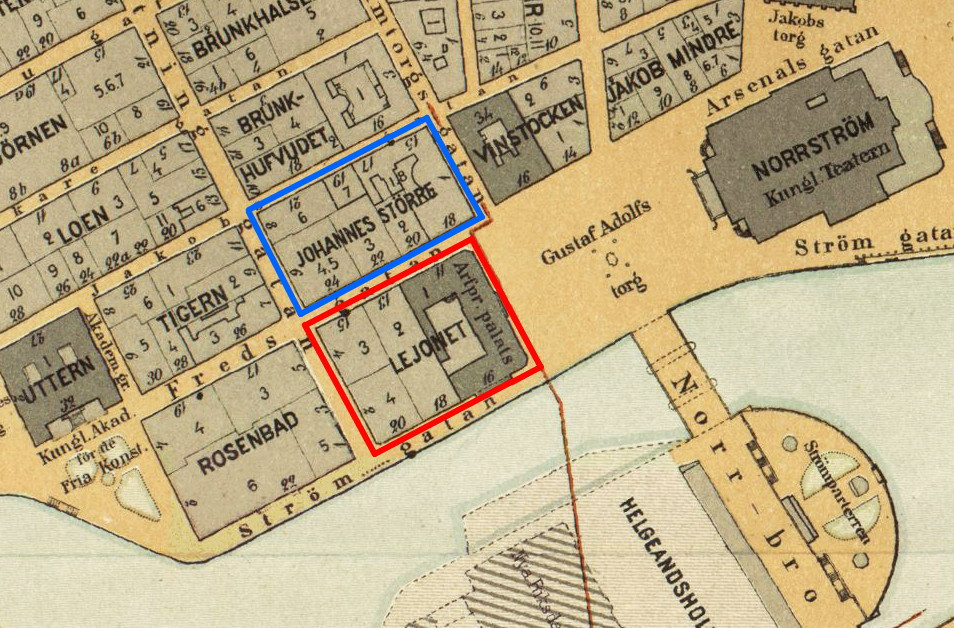
Kvarteren Lejonet (röd) och Johannes större (blå), 1899.

Lejonet är ett kvarter på Norrmalm i Stockholms innerstad. Detta mycket centralt belägna kvarter omges av Fredsgatan i norr, Gustav Adolfs torg i öster, Strömgatan i söder och Drottninggatan i väster. Kvarteret bestod ursprungligen av fyra fastigheter: Lejonet 1, 2, 3 och 4. Efter en fastighetsreglering på 1990-talet består kvarteret av Lejonet 3, 4, 5 och 7. Samtliga fastigheter representerar höga kulturhistoriska värden och ägs av svenska staten. Kvarteret Lejonet är ett av Stockholms regeringskvarter.

## Historik

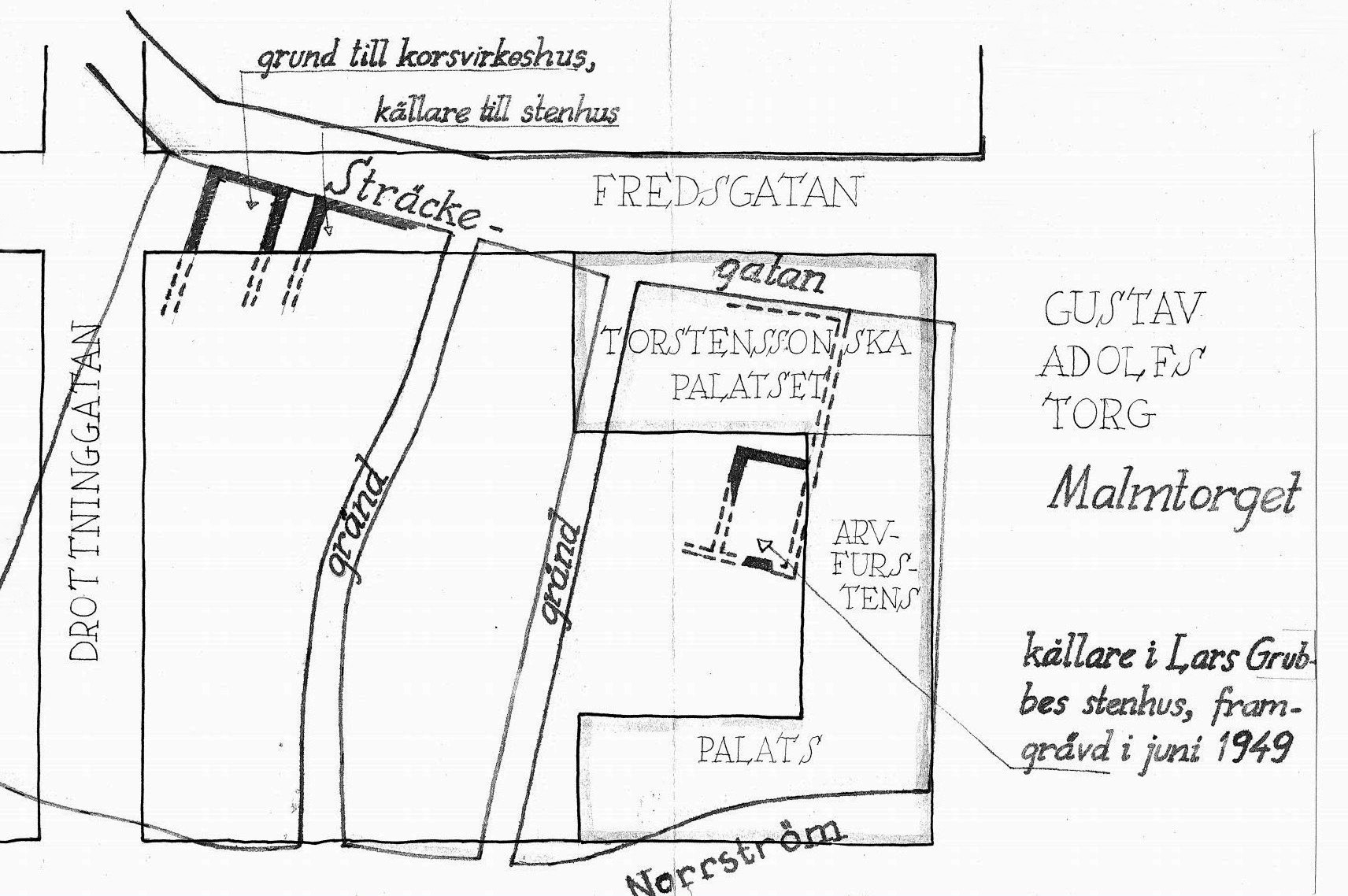
Kvarteret Lejonet före 1640.

I mars 1637 restes de första mätpinnarna nedanför Hötorget för att staka ut Stoore Konnungz gatun (senare Drottninggatan). Därmed tog den stora stadsregleringen på Norrmalm sin början (se Stadsplanering i Stockholm). Innan dess gick här två gränder diagonalt över området. De ledde från västra Sträckegatan (sedermera Drottninggatan - Fredsgatan) ner till Norrström. 
Vid utgrävningar 1949 fann man på innergården av dåvarande fastigheten Lejonet 1 lämningar efter ämbetsmannen Lars Grubbes stenhus som revs i slutet av 1640-talet när Torstensonska palatset skulle uppföras. Vid den tiden fanns bara ett knappt tiotal stenhus på Norrmalm, ett av dem var Grubbes hus (byggt i början av 1600-talet), resten var trähus respektive korsvirkeshus.
I samband med ordnandet av Malmtorget (sedermera Gustav Adolfs torg) på 1600-talet skapades på dess västra sida kvarteret Lejonet, som ursprungligen benämndes Leoparden, ett namn som är belagt första gången 1649. Av okänd anledning ändrades namnet till Leijonet i slutet av 1600-talet. Enligt Björn Hasselblad, hobbyforskare i stockholmiana, harmonierar Lejonet med närbelägna Tigern och Elefanten och hör till kategorin exotiska djur. 
På Petrus Tillaeus karta från 1733 har detta kvarter nummer 1 inom S:t Clarae Församling. Med all rätt eftersom det är det första kvarteret på Norrmalm, räknat från Stockholms slott och Lejonbacken. På Tillaeus karta syns även det Torstensonska palatset (litt. l) som stod färdigt 1651 med fältmarskalk Lennart Torstenson som byggherre. Huvudfasaden var då orienterad mot norr och Fredsgatan.

Kvarteret Lejonet (röd) genom tiden
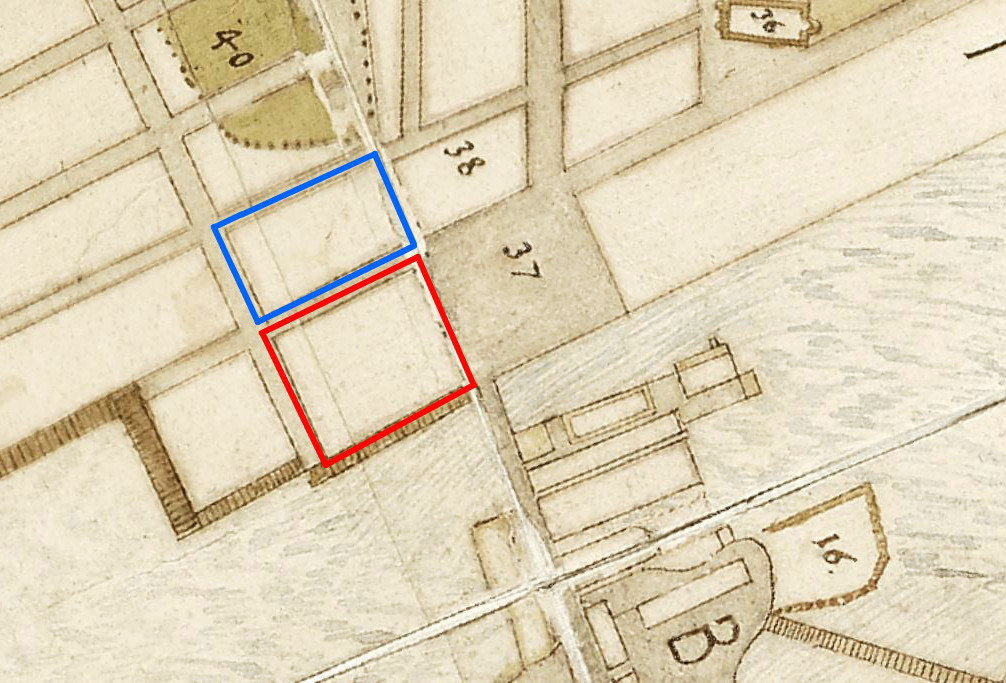
1645.
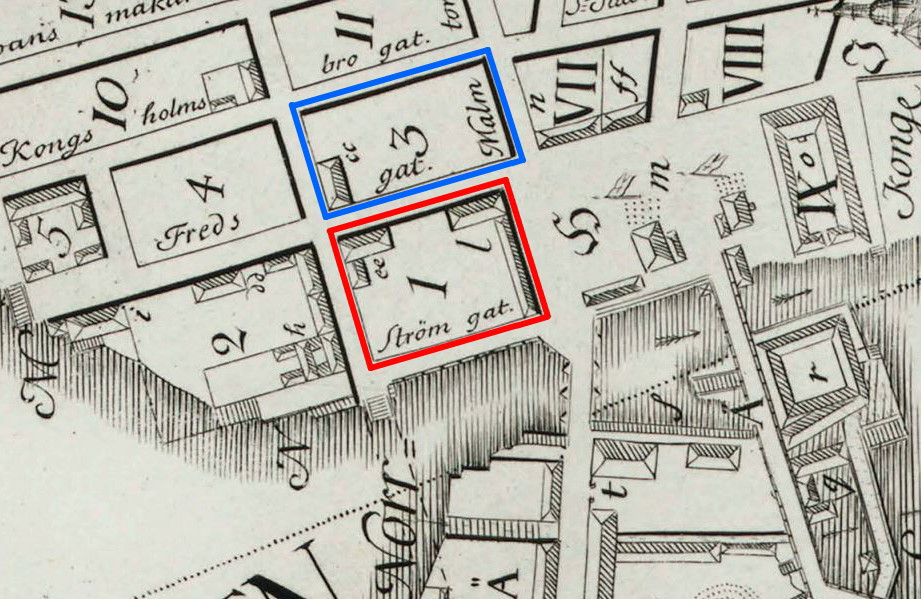
1733.
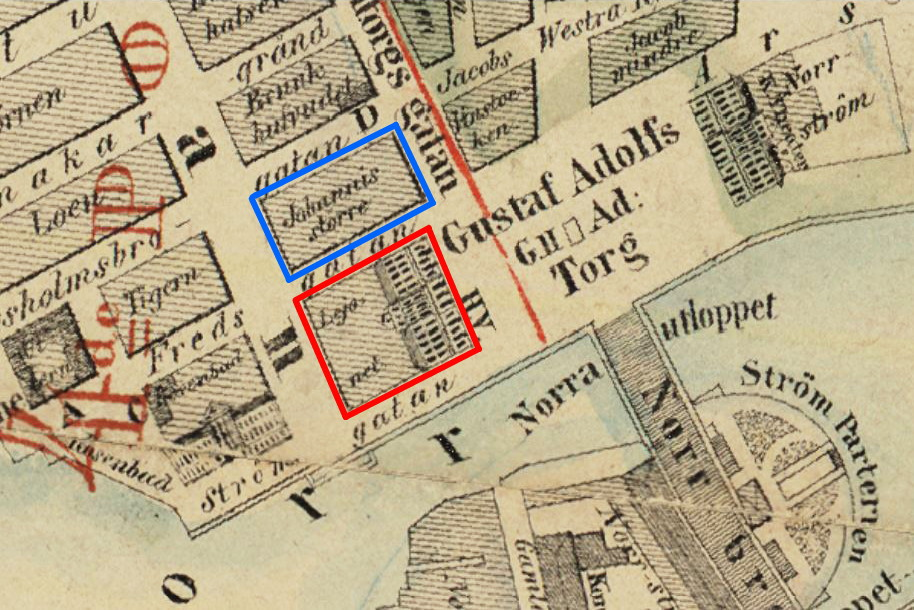
1855.
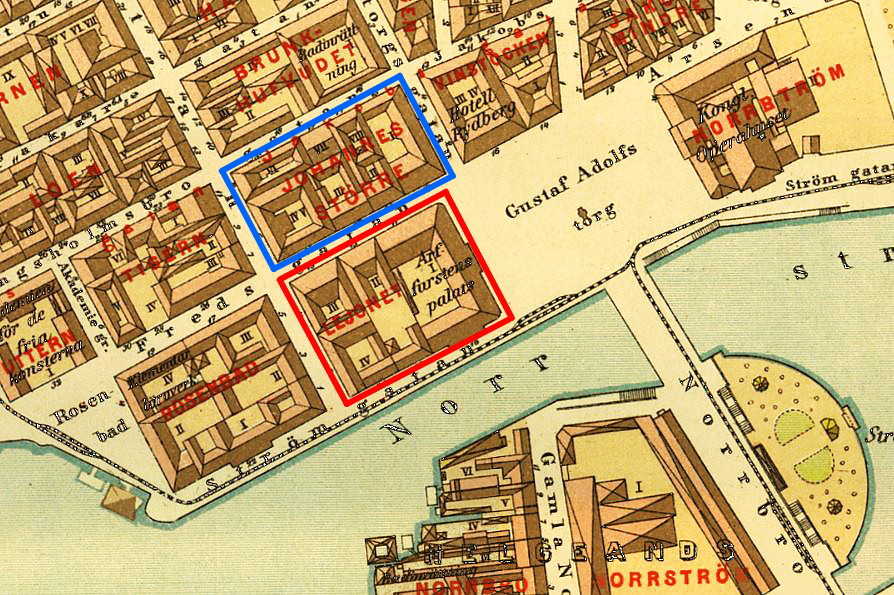
1885.
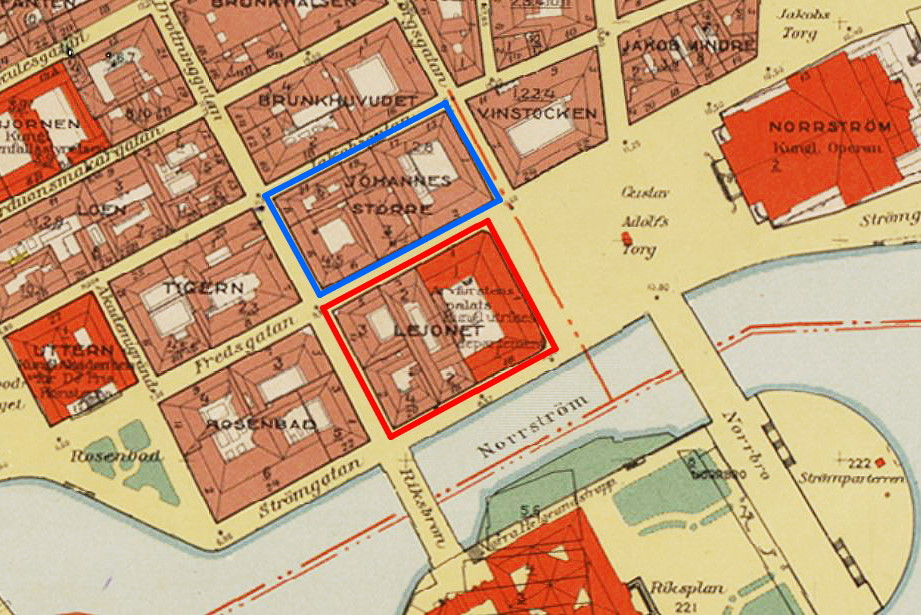
1940.

### Brolins karta

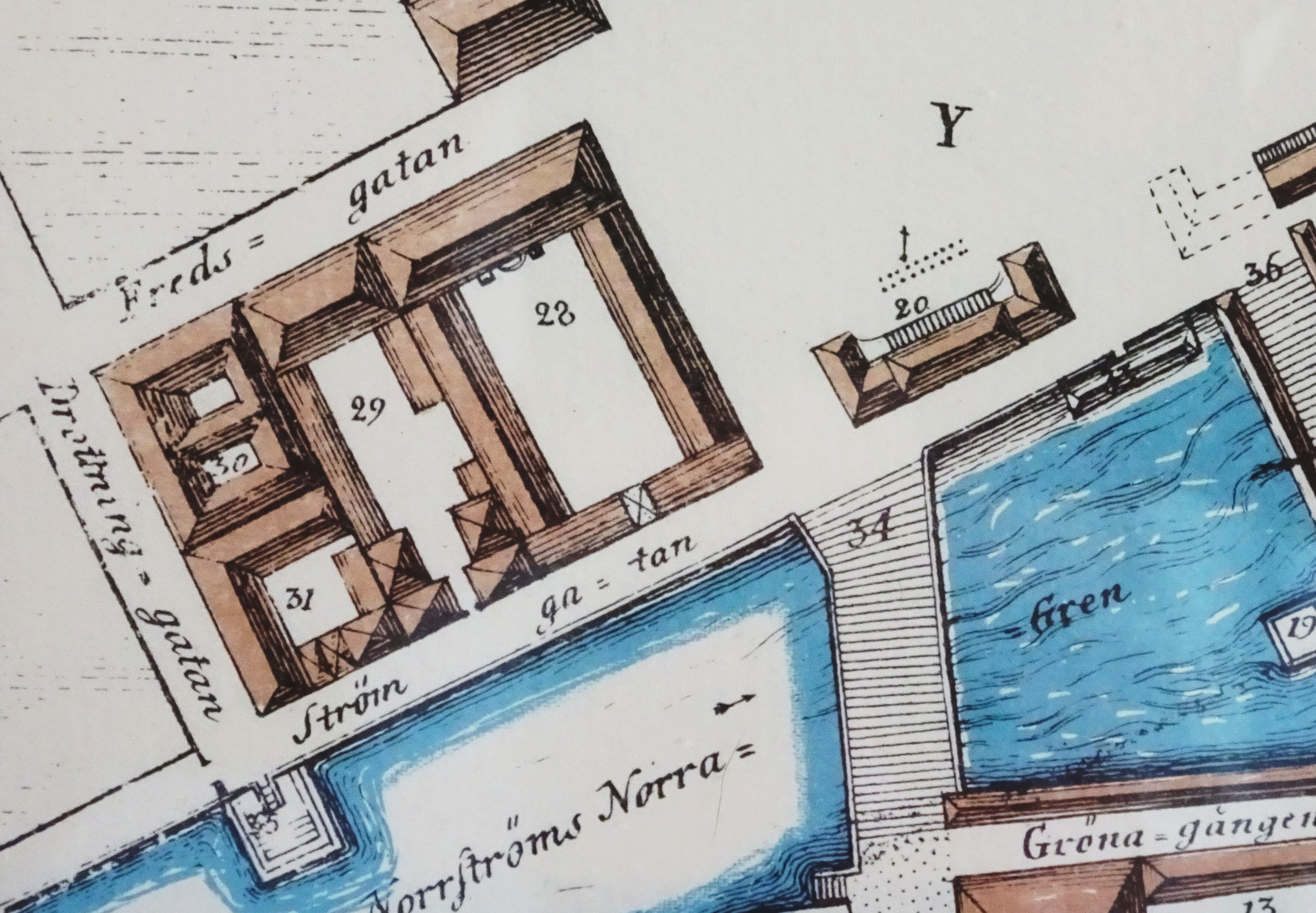
Kvarteret på Jonas Brolins karta, 1771.

På Jonas Brolin karta från 1771 har byggnaden på kvarterets östra sida beteckning 28 ”Grillska huset” (före detta Torstensonska palatset) som förvärvats 1764 av köpmannen Claes Grill och efter hans död 1767 ägts av släkten Grill. 
På samma karta har nästa tomt åt väster beteckningen 29 ”Riks Rådet Gyllenstiernas hus” vilket tyder på att en medlem i släkten Gyllenstierna ägde huset. Tomten var dock bebyggd redan 1644 då rådmannen Henrik Ulfvenklou (Wulff) lät uppföra ett bostadshus på tomtens norra del.
Hörnhuset Fredsgatan / Drottninggatan har nummer 30 ”Norrmalms sockerbruk” på Brolins karta. Det kan tyckas märkligt att de fanns en industribyggnad på denna attraktiva tomt. Hörnhuset Drottninggatan / Strömgatan med nummer 31 ”Lagman Westermans hus” ägdes av lagman Sven Westerman, adlad 1768 Liljencrantz.

## Dagens bebyggelse
Bebyggelsen i kvarteret Lejonet har genom åren genomgått ett stort antal om- och tillbyggnader och representerar idag ett mycket högt kulturhistoriskt värde. Fyra av fem fastigheter är blåmärkta av Stadsmuseet i Stockholm och två (Arvfurstens palats och Sagerska huset) är statliga byggnadsminnen.
Samtliga fastigheter i kvarteret Lejonet ägs numera av svenska staten genom Statens Fastighetsverk och nyttjas av olika statliga myndigheter. Mest kända är Arvfurstens palats, sedan 1906 säte för Utrikesdepartementet och Sagerska huset sedan 1995 Sveriges statsministers officiella residens. Senaste förvärvet var Lejonet 4 (Adelswärdska huset) som 2019 bytte ägare för 550 miljoner kronor.
- Lejonet 3, Fredsgatan 5 / Drottninggatan 4: Före detta Sydsvenska kreditaktiebolaget.[7]
- Lejonet 4, Drottninggatan 2 / Strömgatan 20: Adelswärdska huset.[8]
- Lejonet 5, Strömgatan 18 (tidigare Lejonet 2, södra del): Sagerska huset.[9]
- Lejonet 7, hus 1, Gustav Adolfs torg 1 (tidigare Lejonet 1): Arvfurstens palats.[10]
- Lejonet 7, hus 2, Fredsgatan 3 (tidigare Lejonet 2, norra delen): Kumlienska huset.[11]

### Nutida bilder

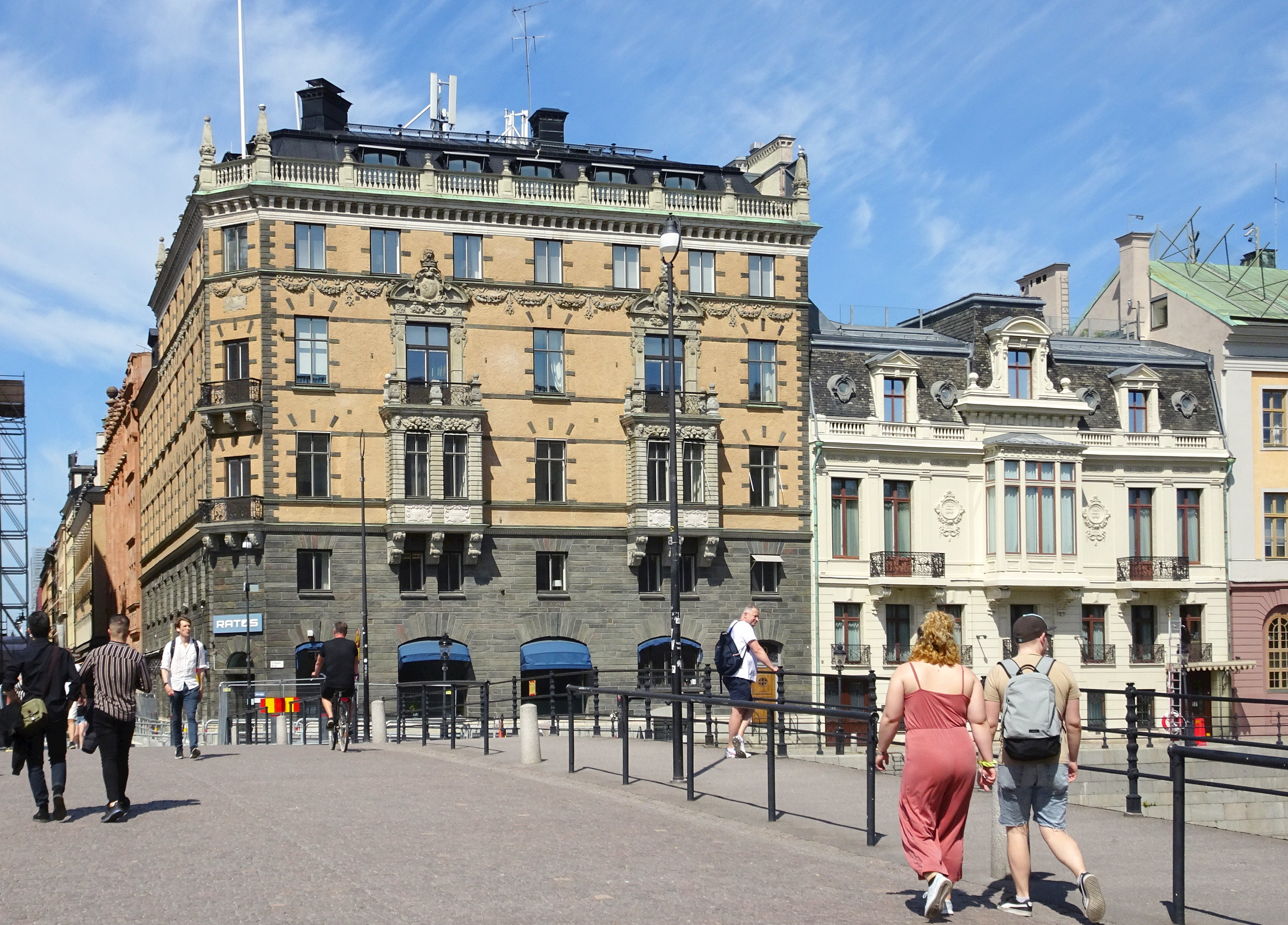
Från höger: Lejonet 5 (Sagerska huset), Lejonet 4 (Adelswärdska huset).
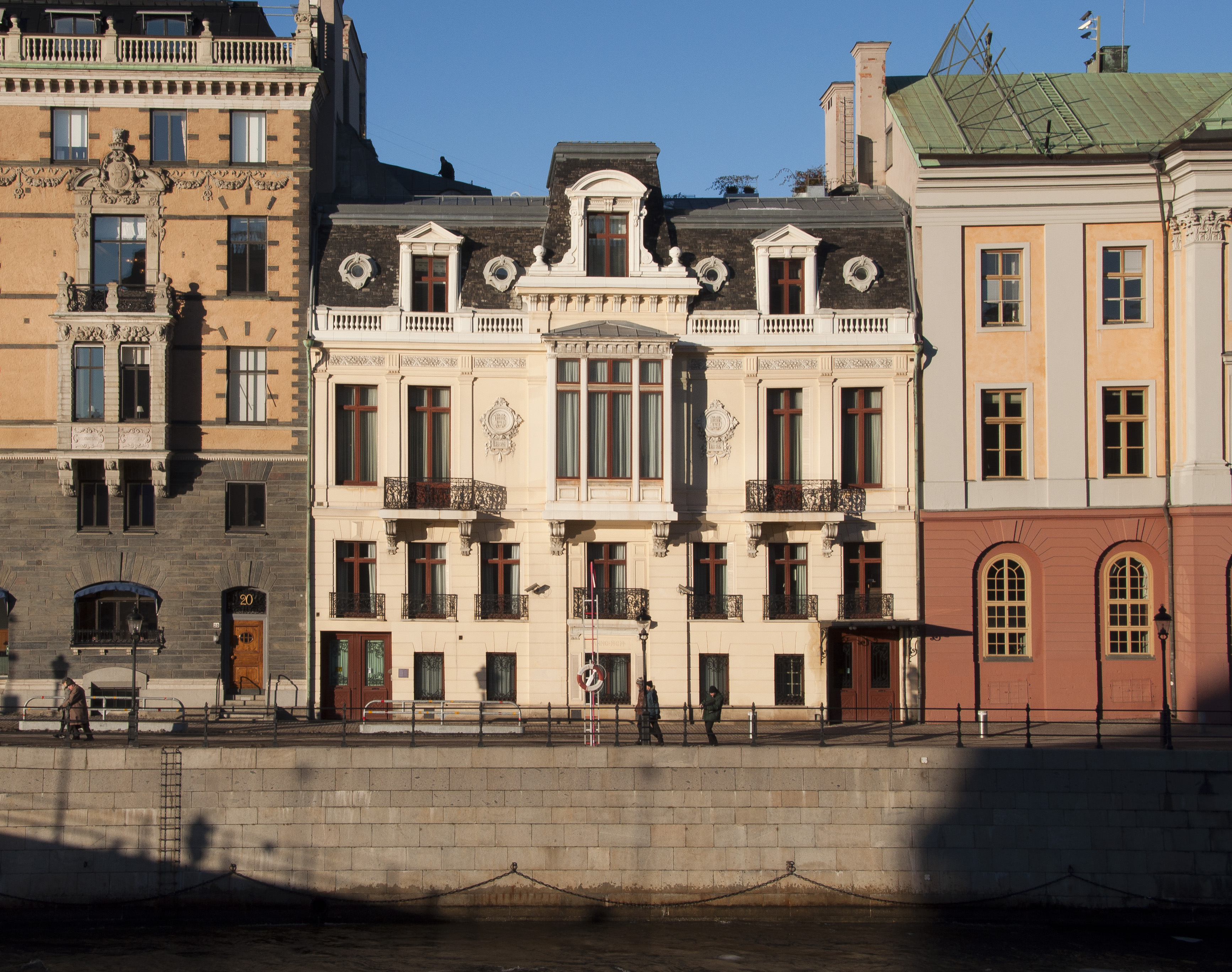
Från höger: Lejonet 7 hus 1, Lejonet 5 (Sagerska huset), Lejonet 4.
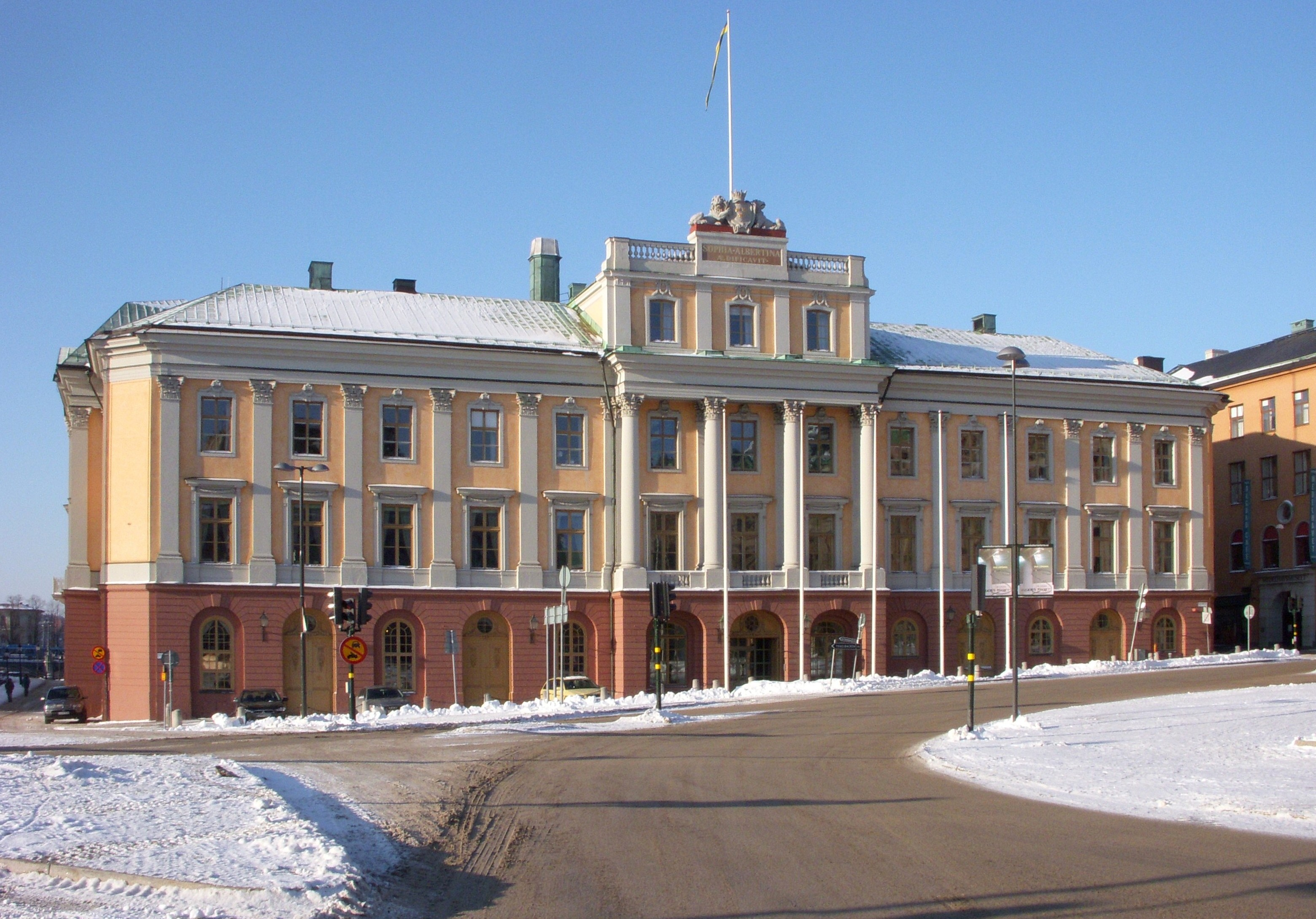
Lejonet 7 hus 1 (Arvfurstens palats) sett från Gustav Adolfs torg.
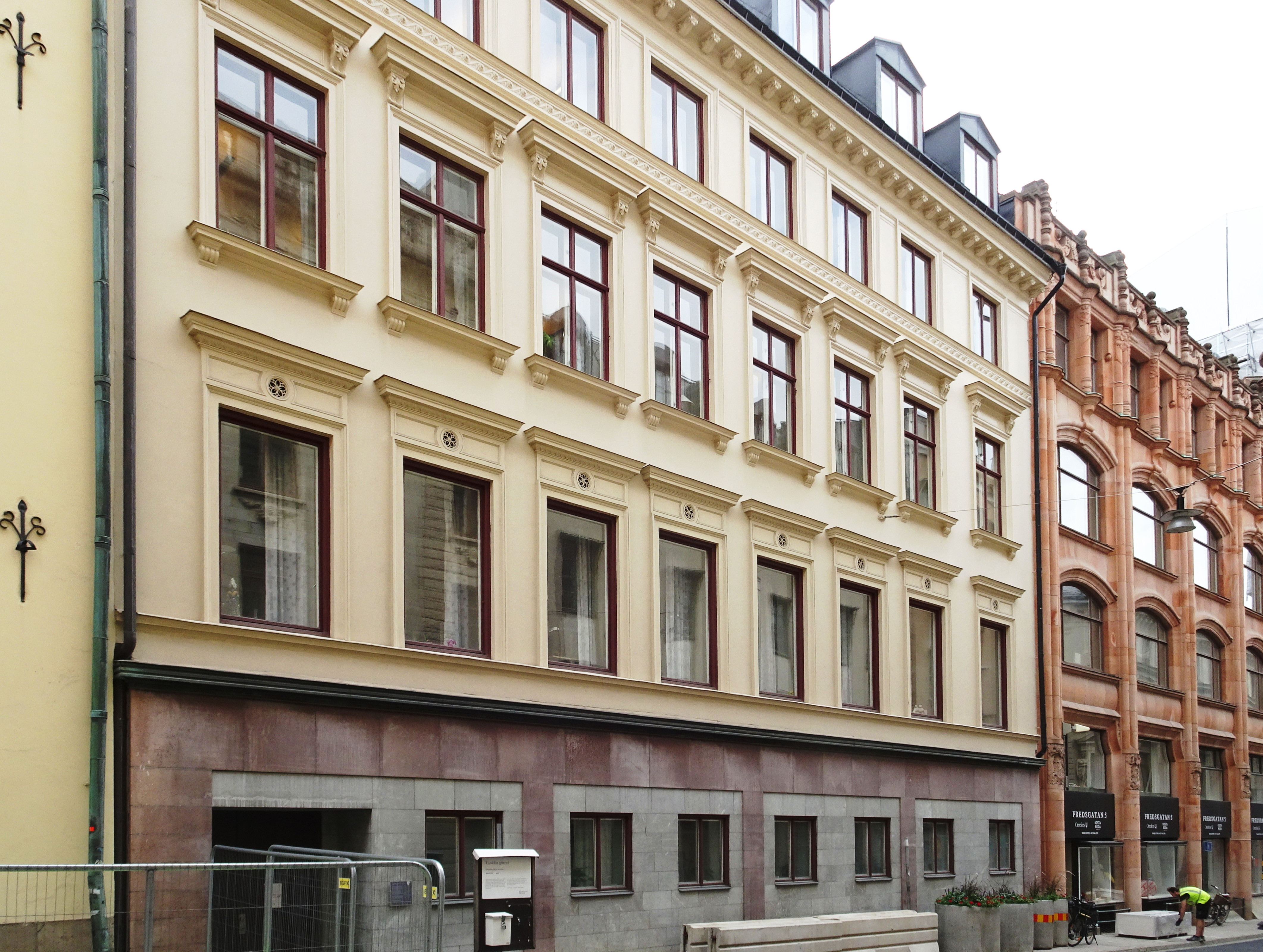
Från höger: Lejonet 7 hus 2 (Kumlienska huset), Lejonet 3.
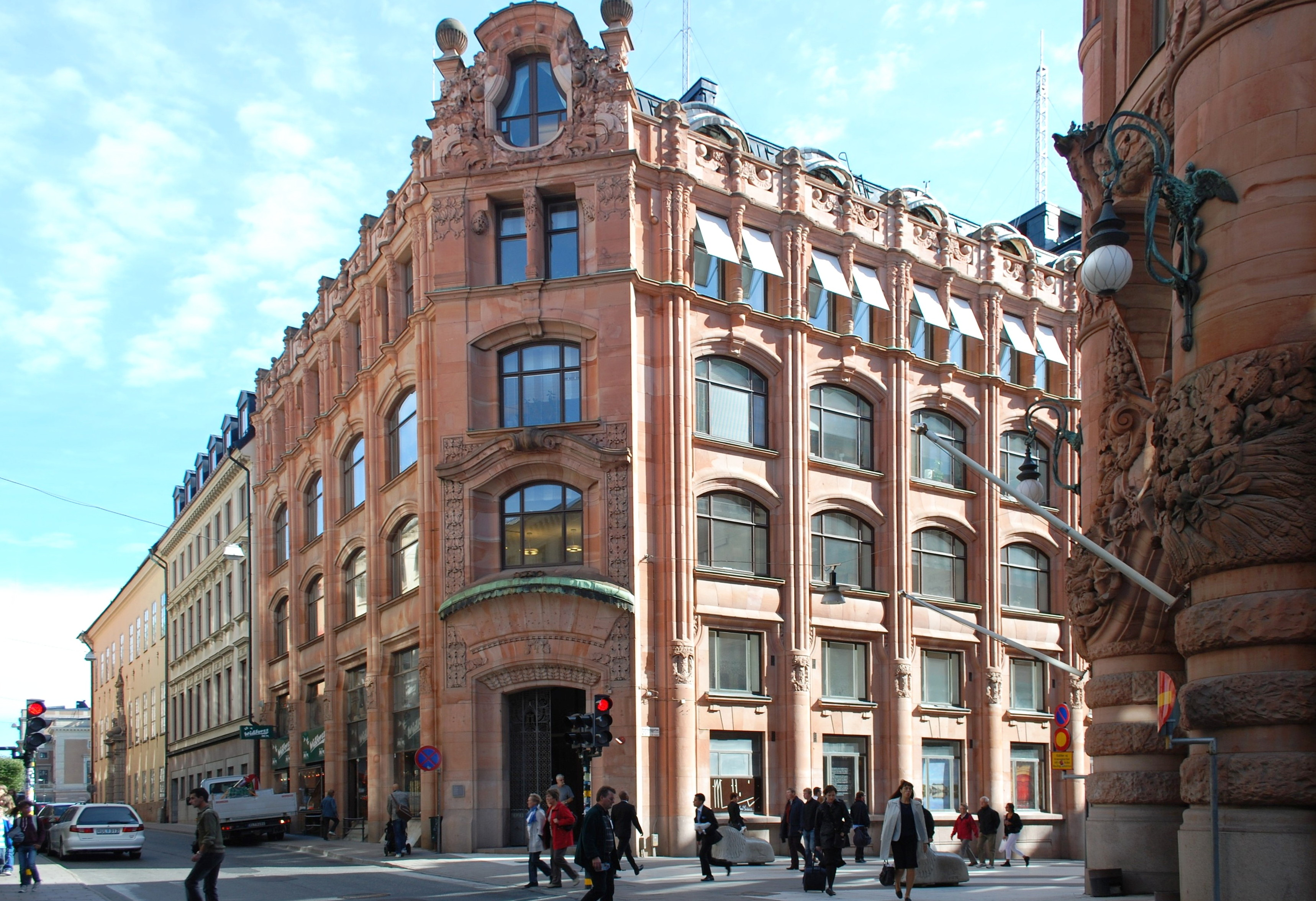
Lejonet 3 (f.d. Sydsvenska kreditaktiebolaget).